# His Smashing Career (film 1917)
His Smashing Career è un cortometraggio muto del 1917 scritto, prodotto e diretto da Henry Lehrman.

## Produzione
Il film fu prodotto dalla Fox Film Corporation (come Sunshine Comedies).

## Distribuzione
Distribuito dalla Fox Film Corporation, il film - un cortometraggio in due bobine - uscì nelle sale cinematografiche USA il 9 dicembre 1917.